# HNK Orijent 1919
HNK Orijent 1919 hrvatski je nogometni klub sa Sušaka, mjesta koje je upravno dijelom Grada Rijeke. Osnovan je 1919. godine pod imenom Orient. Ime je klubu dao pomorac Franjo Matković po imenu parobroda Orient, i u svojim je početcima Orijent bio klub radničke i đačke mladeži. Godine 1926. klub prestaje s radom, no već se 1928. godine obnavlja i započinje se natjecati u okviru tadašnje I. župe zagrebačkoga podsaveza. Nakon Drugoga svjetskog rata klub prvo nosi imena Jedinstvo i Primorac, zatim Primorje, dok 1948. godine mijenja ime u Budućnost. Od 1953. se godine klubu vraća staro ime Orijent pod kojim od tada neprekidno nastupa.

## Povijest

### Prvo desetljeće (1919. – 1929.)
Prvu je javnu utakmicu Orijent odigrao s Viktorijom, 27. srpnja 1919. godine. Bila je to kvalifikacijska utakmica za upis u Zagrebački nogometni podsavez. Viktorija, koja je već i prije Prvoga svjetskog rata u svojim redovima imala najbolje igrače na Sušaku, pobijedila je sa 6:0, a u uzvratnoj je utakmici 24. kolovoza 1919. godine bilo 4:0 za Viktoriju. Prvu je pobjedu Orijent postigao krajem 1919. godine, tada je u Martinšćici („pod kavun“) bio bolji od trsatskoga Frankopana i pobijedio s 5:4. Za Orijent su igrali: Tone Stipčić, Francele Malovac, Pere Spicjerić, Mavro Stipčić, Roko Ladišić, Perušić, Dukić, Delo Bolha, Fran Matrljan, Grozdanić, Ivić i Marač, a za Frankopan: Razmo Vošnig, Šikić, Gušte Volf, Čohar, Libero Vošnig, Slaby, Smely, Pepi Blokar, Štefo Bracoduro, Šekulja i Ronaldo Kamenar.
Prvu je utakmicu izvan Sušaka "Orijent" igrao 25. lipnja 1922. godine u Gospiću, gdje je pobijedio tamošnjega "Građanskoga" s 8:1. U prvoj su momčadi "Orijenta" igrali stolar Slavko Pilepić, mesar Pere Spicijerić, lučki radnik Francele Malovac, ličilac Drago Marač, lučki radnik Pepo Dolušić, bravar Roko Ladišić i drugi.
U klubu se tada okupljala u prvom redu radnička, a kasnije i đačka mladež. Troškove su putovanja u to vrijeme snosili sami igrači, kao i troškove prehrane, a redovito su se vozili kamionom ili vlakom. U Čakovec se primjerice polazilo kamionom iz Sušaka u subotu navečer, a u nedjelju se igrala utakmica. Putovalo se u Križevce, Bjelovar, Sisak, Zagreb, Karlovac, Varaždin, Čakovec, Ljubljanu, Maribor, pa u Italiju - u Gradišku, Trst, Tržić, Videm i ine.
Pekar se Ivan Maračić 1920. godine zainteresirao za teren na kojem se i danas nalazi igralište na Krimeji. Najprije se igralo na gimnazijskom trgu na Sušaku, na Kantridi, na tzv. Brajdi u Martinšćici (pod kamenolom) i neko vrijeme preko puta sadašnjega igrališta na Krimeji.
Vlasnik je neravnoga zemljišta na Krimeji (s nagibnom razlikom od 1,5m između sjeveroistočnoga i zapadnoga dijela) na kojem je bila zasađena loza, a djelomično uređeni vrtovi, bio Blečić. Sedamdeset i četiri dioničara, čiji je predsjednik bio mesar Rikardo Lukež, otkupili su po 4000 lira dionice u ukupnom iznosu od 296.000 lira, pa se prišlo niveliranju i uređenju igrališta. Stalno su radila četiri čovjeka. Danju bi razgrtali i ravnali materijal, što bi ga dragovoljnim radom, uglavnom prethodnih večeri, nanijeli članovi i prijatelji kluba. To je bio jedini način kojim se moglo doći do igrališta. Oruđe su, tračnice i vagoneti za prijevoz materijala bili "Orijentu" dani na uporabu besplatno. Prvi su kupci dionica bili obrtnici Ivan Godina, Nino Maračić, Rikardo Lukež i Marijan Matešić.
Poslije su dionice otkupili vinarski trgovac Viktor Hreljanović i klub "Orijent". Klub je naknadno prodao Hreljanoviću svoje dionice, pa je ovaj postao jedinim vlasnikom terena.
Otvorenje se igrališta održalo 20. svibnja 1923. godine uz veliku svečanost i gostovanje zagrebačkoga "Hrvatskog akademskog športskog kluba" (HAŠK), koji je tom prigodom pobijedio "Orijent" s 1:0.
Orijent osvaja svoj prvi pokal u povijesti pobijedivši Slaviju (6:1) i Viktoriju (2:0) 1922. godine. Igrali su: T. Stipčić, Hajdin, Malovac, M. Stipčić, Ladišić, Vošnig, Matković, Spicjerić, Matrljan, Bolha, Marač.

### Predratno i ratno razdoblje (1929. – 1945.)
Klupske boje 1932. bile su crvena i bijela.
Orijent nastavlja odigravati prijateljske i prvenstvene utakmice na Sušaku i diljem tadašnje države, pa se iz tog doba bilježe utakmice protiv Hajduka, zatim momčadi sastavljene od britanskih pomoraca, prvaka države – Concordije, na proslavi 15. obljetnice – Građanski, Segesta itd. Potkraj 1931. godine prvi put se spominje formiranje pričuvne momčadi odnosno juniora, uvedena su i nagrađivanja zaslužnih igrača, a 1933. godine Orijent ima 190 članova. Godine 1936. obnavlja se igralište na Krimeji, postavlja se trava i izgrađuju tribine. Prve veće uspjehe Orijent bilježi 1940. i 1941. godine kada osvaja 1. mjesto u natjecanju tadašnjeg sušačkoga podsaveza. Tijekom rata sušački šport je bez aktivnosti, a Orijent je odbio želju okupacijskih vlasti da se klub natječe u okupiranom području. Dvadeset i devet članova Orijenta dalo je svoje živote u borbi protiv fašizma. Sastav Orijenta koji je 1939. godine savladao prvaka države Concordiju: Brozović, Polić, Grubišić, B. Kovačić, Pajić, Felker, Galetović, Matovinović, Matković, Miculinić i Foser.
Orijentaši koji su izgubili živote u NOB-u:
Milan Antić, Srećko Mrzljak, Danijel Babić, Zdravko Pavešić, Anton Baffo, Nikola Pavlinić, Roko Borčić, Josip Radinović, Rudolf Džodan, Rudolf Siussi, Božo Felker, Teo Tonković, Boris Gerntner, Viktor Vičić, Vlado Grozdanić, Stane Vončina, Dane Godina, Teodor Vošnig, Božidar Horvatić, Čedomir Vranić, Tomislav Horvatić, Ante Vrban, Zdravko Jurković, Josip Vrban, Bruno Kovačić, Pave Vukušić, Vladimir Novinc, Šanto Župan, Milan Miculinić

### Promjena imena (1946. – 1953.)
Nakon Drugoga svjetskog rata Orijentu nije bilo suđeno nastaviti djelovanje pod svojim imenom već su igrači Orijenta u tom razdoblju igrali za tri novoosnovana kluba – Jedinstvo, Primorje i Budućnost. Krajem 1946. godine dolazi do spajanja Jedinstva i Primorca u novo športsko društvo, a igrali su: Brazzoduro, Gebauer, Rožić, Milinović, Matrljan, Krković, Bačić, Caniati, Sulić, Pavletić, Miculinić, Čohar, Bačić i Kivela. U prosincu 1948. godine ponovno dolazi do promjene imena i to u Budućnost, a 21. lipnja 1953. godine ponovno je vraćeno ime Orijent.

O tom razdoblju u knjizi Pola stoljeća Orijenta napisano je: 

### Opet Orijent (1953.)
Upornim nastojanjem nekolicine zaslužnih dužnosnika na godišnjoj skupštini, 21. lipnja 1953.  godine, na prijedlog klupskog tajnika Mike Mikulčića rasformirana je Budućnost, pa je odmah nakon toga jednoglasnim zaključkom svih prisutnih utvrđeno da je Orijent obnovljen. Prvu poslijeratnu utakmicu koju je Orijent odigrao pod svojim imenom bila je protiv PSV Salsburga (1:4), a u kolovozu 1953. godine Orijent je savladao momčad Kvarnera (danas Rijeka) s 2:1 i izborio plasman u osminu završnice jugoslavenskoga kupa. Sljedeći protivnik bio je Hajduk na Krimeji (0:5), a za Orijent su igrali: Brazzoduro, Čohar, Foser I, Matković, Stipčić, Polić, Foser II, Doričić, Mataja I, Mataja II, Mataja III i Horvat. U sljedećoj sezoni Orijent uvjerljivo osvaja prvo mjesto Regionalne lige, ali kroz kvalifikacije (Karlovac 1:2 i 2:2, Segesta 1:3) nije uspio ući u savezni razred.

### Prvi uspjesi (1954. – 1958.)
Nakon novog neuspjeha u kvalifikacijama (1956./57.) u dvostrukom obračunu s pulskim Uljanikom (2:1,1:5), Orijent je izborio viši razred sljedeće sezone (1957./58.) prošavši kvalifikacije u susretima s Pulom (3:3, 3:1) i momčadi Krim iz Ljubljane (2:1). Tako je Orijent postao član Hrvatsko-slovenske lige (II liga) i prvi put u povijesti susrest će se u prvenstvenim okršajima s gradskim suparnikom – Rijekom. Viši razred izborili su: B. Juranić, S. Stipčić, M. Tudor, A. Žiković, I. Krković, V. Mataja, P. Peravić, V. Domazet, Z. Kalanj, Reljić i Moćo Modrić.
U višem razredu natjecanja Orijent zauzima 12. mjesto od 14 klubova ali zbog reorganizacije natjecanja opet se vraća u niži razred. Prvak je postala Rijeka i kroz kvalifikacije se ponovno vratila u I ligu.

### Godine neuspjeha u kvalifikacijama za saveznu ligu (1958. – 1967.)
U nižem razredu Orijent odmah, u sezoni 1958./59., osvaja prvenstvo ali ne ulazi u viši razred. Sljedeće tri sezone donose suparništvo s pulskim klubovima Uljanikom i Pulom (Istra) i svaki put završava na drugom mjestu. Orijent je najbliže osvajanju prvenstva u sezoni 1961./62. ali u posljednjoj utakmici pred svojim gledalištem ne uspjevaju pobijediti Istru i opet (treći put za redom) završava prvenstvo na drugom mjestu. Premda je raspolagao s kvalitetnim igračima uvijek je nedostajao jedan korak do kvalifikacija. Igrali su: Blažina, Prizmić, Zupčić, Radanović, Čebuhar, Tomašić, Matešić, Modrić, Božić, Horvat, Bačić i drugi.
U sezoni 1962./63. Orijent uvjerljivo osvaja prvo mjesto ispred Lokomotive ali u kvalifikacijama nakon pobjede nad Rudarom iz Kaknja (2:2,3:0) i dobrim rezultatom iz prve utakmice odigrane u Kaštel Sućurcu protiv domaćeg Jadrana (2:2) neočekivano gubi utakmicu (1:4) i opet ne ulazi u drugu ligu. Sljedeća sezona 1963./64. donosi skoro isti scenarij izuzev protivnika u završnim kvalifikacijama. Orijent je opet savladao Rudara ali iz Trbovlja (3:3, 1:0), međutim u završnici gubi od Zadra (0:3, 1:0). Nakon neuspjeha u kvalifikacijama i sljedeće sezone (1964./65.) mnogi su igrači napustili klub i nastaje kriza rezultata i rukovođenja kluba. Iz tog razdoblja pamti se i prva inozemna turneja Orijenta i to u Nizozemskoj gdje je igrao tri prijateljske utakmice. Igrali su: Rasporić, Brusić, Polić, Pilepić, Zupčić, Tomašić, Rajović, Mavrić, Smolčić, Domazet, Kardum, Krčelić, Manzoni, Modrić, Rački, Štefanić, Mloš, Prizmić i Čohar. U novoj sezoni (1965./66.) reorganiziran je sistem natjecanja, a Orijent ponovo napušta veliki broj igrača. To se odrazilo na igru i rezultate te Orijent završava na 9. mjestu. U sezoni 1966./67. Orijent je bio nešto bolji i osvaja 4. mjesto u Riječko-pulskoj nogometnoj ligi. Igrali su: Maurović, Pugelj, Rajović, Maloš, Paškvan, Krčelić, Hrastina, Antić, Prizmić, Rački i Bračanov.

### Ulazak u 2. ligu i rivalitet Orijenta i Rijeke (1968. – 1973.)
Orijent postaje prvakom u sezoni 1967./68. sakupivši 11 bodova više od drugoplasirane Istre. U kvalifikacijama najprije je savladan Metalac na Krimeji 2:1, a pošto je u uzvratu završilo istim rezultatom 1:2 pristupilo se izvođenju jedanaesteraca gdje je junakom postao vratar V. Tićak obranivši tri kaznena udarca. U završnici Orijent je izgubio od Dinama iz Vinkovaca (2:5, 1:2), ali je NSJ odlučio da se igra još jedan kvalifikacijski susret između Orijenta i Metalca. Na Krimeji Orijent je pobijedio 3:0 a u uzvratu, u Zagrebu, 2:1 i tako postao drugoligašem. Igrali su: Rasporić (Tićak), Pugelj, Rajović, Maloš (Vakanjac), Zupčić, Petranović, Veljačić, Udović (Mandekić), Prizmić, Brnelić, Mataja.
U drugoligaškoj konkurenciji u sezoni 1968./69. pod vodstvom Ivana "Đalme" Markovića Orijent odmah postaje hit i uvjerljivo osvaja prvenstvo s 49 bodova i razlikom pogodaka od 70:27. U posljednjem nastupu sezone protiv Mure (3:2) igrali su: Klevisar, Pugelj, Zupčić, Cukon, Haramija (Filipović), Maloš, Veljačić, Bradvić, Ražić, Udović, Brnelić. Strijelci u prvenstvu su bili: Brnelić 19 pogodaka, Ražić 17, Veljačić 11, Prizmić 6, Filipović 4, Bradvić 3, Pugelj 2... Na putu ulaska u prvoligaško društvo Orijent je zaustavila Crvenka (0:3,1:0) pa će se još dugo godina morati čekati da se ukaže ovakva prilika.
Orijent je odličan i u drugoj sezoni 1969./70. kao drugoligaš, osvaja četvrto mjesto. U toj sezoni ponovno se igrao gradski derbi s Rijekom, a rezultati su bili 0:2 (prijekid i registrirano 0:3) i na Krimeji 0:1. Igrali su: Hasanbegović, Bobić, Pugelj, Lipovac, Cukon, Rajović, Udović, Haramija, Brnelić, Bradvić, Pešić, Veljačić, Bećirbašić, Filipović, Kafka.
U sezoni 1972./73. Orijent napušta drugoligaško društvo, ali ne zbog rezultata već zbog teške financijske krize kluba. Naime, iako su rezultatima zaslužili ostanak, Orijentu se oduzimaju bodovi zbog štrajka igrača na jednoj od utakmica pred kraj prvenstva. Tako Orijent napušta drugoligaško društvo nakon četiri sezone provedene u njemu.
Sljedeća sezona 1973./74. donosi nastavak krize rukovođenja i rezultata, pa Orijent ispada i iz Hrvatske lige te nakon dugog niza godina završava u Pulsko-Riječkoj zoni (4.liga).

### Desetljeće uspjeha u Kupu i hrvatskoj ligi (1979. – 1988.)
Nogometaši Orijenta nisu se uspjeli plasirati u kvalifikacije za Drugu ligu u sezoni 1978./79., zaostali su za Istrom 6 bodova i pokazalo se da su lošiji rezultati iz prvog dijela bili nedoknadivi. Momčad koju je vodio Ivo Šangulin igrala je posljednju utakmicu te sezone u Zadru i to u sljedećem sastavu: Koljanin, Bosančić, Stegnjajić, Tičić, Majnarić, Milenković, Mesaroš, Trošelj, Nikolić, Aničić, Močinić.
U sezoni 1979./80. Orijent završava na šestom mjestu s osvojena 32 boda, pet manje od novog prvaka GOŠK-Juga. Pod vodstvom trenera Skoblara i Šangulina igrali su: Koljanin, Vulić, Milenković, Miljković, Miočić, Tičić, Majnarić, Mladenić, Rukavina, Močinić, Karlović, Gračan, Nikolić, Stilinović, Tomac, Višković, Marković, Lukarić.
U sezoni 1980./81. Orijent je skrenuo pažnju športske javnosti rezultatima u natjecanju za Kup Jugoslavije. Završnica Kupa Hrvatske izborena je pobjedom nad dubrovačkim drugoligašom GOŠK-Jugom rezultatom 4:1, a strijelci su bili: Močinić, Tičić, Marković i Nikolić. Za plasman u 1/16 završnice savladan je klub naših radnika iz Zuricha 6:0 golovima Nikolića 2, Lakića, Karlovića, Mladenića i Mraza. "Orijent express", kako su nazvali mediji Orijent, protutnjao je Kranjčevićevom ulicom pobijedivši Zagreb 2:1 golovima Nikolića i Lakića. Na kraju 1980. godine na Krimeju dolazi prvoligaš OFK Beograd i pred punim stadionom golom Nikolića plasirali se u četvrtzavršnicu. Igrali su: Koljanin, Mustać, Tičić, Majnarić, Tomac, Stilinović (Marković), Gračan, Nikolić, Močinić (Lakić) i Mraz. U četvrfinalu na Krimeju dolazi još jedan prvoligaš titigradska Budućnost. Crveni su na travnjak bacili srce i znanje, bez respekta se suprotstavili prvoligašu, imali puno prilika, ali pogodaka nije bilo. Na kraju odluka u izvođenju udaraca s bijele točke gdje su gosti imali više sreće i pobijedili s 4:2. Orijent je nastupio u sastavu: Koljanin (Vulić), Mustać, Miočić, Tičić, Majnarić, Tomac, Miljković, Gračan, Nikolić, Milenković (Marković) i Stilinović. U prvenstvu Crveni su na kraju završili na trećem mjestu, sedam bodova iza prvaka Solina.
Sljedeće sezone 1981./82. Orijentu su drugoligaške kvalifikacije ostale nedostižne. Kao i u prošlom prvenstvu završili su na trećem mjestu Hrvatske lige, sedam bodova iza prvaka Varteksa. Igrali su Bjelanović, Frlan, Stilinović, Miočić, Crnalić, Tomac, Matrljan, Trošelj, Mladenić, Močinić, Marković i Mraz.
Sezona 1982./83. je opet u znaku natjecanja u kupu pod vodstvom Ivana "Đalme" Markovića. U šesnaestini završnice na Krimeju je stigao prvoligaš Osijek i pred ispunjenim tribinama Orijent pobjeđuje s 2:0. Strijelci su bili Tabar i Močinić. Sljedeći suparnik je još jedan prvoligaš Olimpija iz Ljubljane. Orijent pobjeđuje nakon izvođenja jedanaesteraca 7:6, a igrali su: Vulić, Tomac, Nikolčić, Tičić, Crnalić, Miočić, Stilinović, Trošelj (Petković), Tabar (Frlan) i Močinić. Protivnik u četvrtzavršnici opet je klub iz društva najboljih, Sarajevo. Televizija izravno prenosi utakmicu prvi put u povijesti stadiona Krimeja. Prvoligaš s Koševa ne uspijeva se nametnuti, domaćinu je čak poništen pogodak Trošelja zbog navodnog zaleđa, kasnije se pokazalo neopravdano dosuđeno. Nakon velike borbe na blatnjavom terenu odluka je pala udarcima s bijele točke. Sarajevo pobjeđuje s 4:3 i ulazi u poluzavršnicu. Orijent je igrao u sastavu: Bjelanović, Bosančić, Rupčić (Ćoza), Tomac, Crnalić, Miočić, Močinić, Mladenić, Tabar (Vukić), Trošelj i Nikolić. U Hrvatskoj ligi Orijent je završio na petom mjestu, osam bodova iza prvaka Šibenika.
Sezonu 1983./84. Orijent je bio na korak ostvarenja dugogodišnjeg sna, povratku među drugoligaše. Momčad Ivana "Đalme" Markovića završila je prvenstvo bez poraza i stigla u završnicu kvalifikacija. Međutim, tu je Split previsoka zaprjeka i rezultatima 4:0 i 1:3 prolazi u drugu ligu. Za Orijent su te sezone igrali: Bjelanović, Bosančić, Nikolić, Tomac, Stegnjajić, Miočić, Mladenić, Močinić, Tabar, Mehinović, Mijolović, Hrstić, Knežević, Datković, Lasić, Crnalić i Peršon.
I u sljedećoj sezoni (1984./85.) Orijent osvaja prvo mjesto u Hrvatskoj ligi-zapad sa samo jednim porazom, međutim ne uspjeva se vratiti među drugoligaše. U kvalifikacijskim susretima najprije se Orijent sastao s Belišćem i u dva susreta prolazi u završnicu (1:2, 1:0), a igrali su: Bjelanović, D.Vukić, Gašparac, Lasić, Peršon, Stegnjajić, Miočić, Mavrinac, Mladenić, Bašić, Šestan, Nikolić, Dragoslavić, Pučić i M.Vukić. U dvije utakmice završnice protiv Zagreba Orijent je poražen (1:4, 0:2) i to je bio oproštaj od drugoligaškog sna.
Treću sezonu za redom (1985./86.) Orijent je prvak, ali je pokleknuo na prvoj stubi kvalifikacija u susretima protv petrinjske Mladosti (0:2, 0:2). Za Orijent te sezone nastupali su: Bjelanović, Čejvanović, Mehinović, Čelić, Dragoslavić, Stegnjajić, Nikolić, Miočić, Štulić, Mršić, Močinić, Pučić, Datković, Bašić.
U sljedećoj sezoni (1986./87.) Orijent vode dva trenera Lukanović pa Brnčić, ali opet zapinju na istoj stubi – kvalifikacijama za ulazak u drugu ligu. U prvenstvu je Orijent završio na drugom mjestu iza Istre, a u posljednjem kolu u pobjedi protiv Pomorca od 6:1 i kvalifikacijama protiv belomanastirske Šparte (0:1, 0:1) igrali su: Bjelanović, Kesar, Gašparac, Lasić, Stegnjajić, Mršić, Peršon, Datković, Vukić, Pipunić, Čejvanović, Čelić, Vasiljević, Cazin, Orlić, Vranić, Karlovčan...
Sezona 1987./88. donosi najavu reorganizacije Hrvatske lige i osnivanje četiri Međurepubličke lige, stoga je bilo potrebno najprije osigurati mjesto koje vodi u novoformiranu ligu. Orijent je uspio jer je u posljednjoj sezoni Hrvatske lige osvojio četvrto mjesto iza Zagreba, BSK-a i Belišća. U posljednjem kolu u Kranjčevićevoj ulici golom Bašića Orijent je odigrao 1:1 protiv novog prvaka Zagreba. Za Orijent su igrali: Bjelanović, Gašparac, Lasić, Grubor, Datković, Mršić, Bašić (Golja), Skočić, Pučić, Dragoslavić, Vasiljević.

## Uspjesi
Prve veće uspjehe Orijent bilježi 1940. i 1941. godine kada osvaja 1. mjesto u natjecanju tadašnjeg sušačkoga podsaveza.
- U natjecanjim u okviru FSJ-a Orijent više puta sudjeluje u kvalifikacijama za 2. ligu, a povremeno i nastupa u 2. ligi.[2]
- Definitivno najveći uspjeh tada ostvaren je 1969. godine kada kao prvak 2. savezne lige-zapad igra u kvalifikacijama za ulazak u 1. ligu, ali ne uspijeva.[2]
- U natjecanju za kup Maršala Tita najveći uspjeh zabilježen je u sezonama 1981./82. i 1982./83. nastupima u četvrtzavršnici.
- Od hrvatske neovinosti Orijent se natječe uglavnom u 2. HNL, a u sezoni 1996./97. ostvaruje najveći uspjeh nastupom u 1. HNL u kojoj je osvojio 14. mjesto, no zbog reorganizacije lige ipak nije uspio opstati u istoj.

## Poznati igrači
- Slavko Šurdonja
- Gino Gardassanich
- Ljudevit Bebo Brazzoduro
- Mladen Cukon
- Luciano Celić
- Nenad Gračan
- Saša Peršon
- Boris Tičić
- Damir Desnica
- Efrem Močinić
- Marinko Koljanin
- Ivor Weitzer

## Poznati treneri
- Zvonko Jazbec
- Ivan Đalma Marković
- Josip Skoblar
- Ilija Lončarević
- Mladen Mladenović

## Stadion
NK Orijent nastupa na stadionu Krimeja, koji se nalazi u riječkom predijelu Sušak. Stadion je izgrađen 1923. godine, a pri otvorenju istoga je gostovala tada vrlo jaka momčad HAŠK-a iz Zagreba. Stadion danas može primiti 3500 gledatelja (2500 sjedećih i 1000 mjesta za stajanje).

## Omladinska škola
U pet starosnih kategorija (morčići, mlađi pioniri, pioniri, kadeti i juniori) dnevno se športskim aktivnostima bavi oko 180 djece, sa Sušaka i iz drugih dijelova grada. Kao najveći uspjeh omladinske škole spominje se osvajanje Kvarnerske rivijere 1995. godine.

## Navijači
Navijači NK Orijenta nazivaju se Red Fuckers i osnovani su 1988. godine.

## Pregled plasmana po sezonama
| sezona               | rang lige | liga                                 | dio             | poz.      | klubova u ligi | ut        | pob       | ner       | por       | gol+      | gol-      | bod       | napomene | izvori       |
| Jedinstvo            | Jedinstvo | Jedinstvo                            | Jedinstvo       | Jedinstvo | Jedinstvo      | Jedinstvo | Jedinstvo | Jedinstvo | Jedinstvo | Jedinstvo | Jedinstvo | Jedinstvo | Jedinstvo | Jedinstvo    |
| -------------------- | --------- | ------------------------------------ | --------------- | --------- | -------------- | --------- | --------- | --------- | --------- | --------- | --------- | --------- | --- | ------------ |
| 1946.                | I.        | Hrvatska liga                        |                 | 8.        | 8              | 14        | 0         | 2         | 12        | 7         | 49        | 2         | |              |
| Jedinstvo / Primorje |           |                                      |                 |           |                |           |           |           |           |           |           |           | |              |
| 1946./47.            | III.      | Prvenstvo Primorsko-goranskog okruga |                 | 1.        | 10             | 18        | 17        | 1         | 0         | 83        | 10        | 35        | | [ 8 ]        |
| Primorje             |           |                                      |                 |           |                |           |           |           |           |           |           |           | |              |
| 1947./48.            | III.      | V. zona prvenstva Hrvatske           |                 | 1.        | 6 (7)          | 10        | 7         | 1         | 2         | 16        | 9         | 15        | četvrtzavršnica Prvenstva Hrvatske                                                                            |              |
| Primorje / Budućnost |           |                                      |                 |           |                |           |           |           |           |           |           |           | |              |
| 1948./49.            |           |                                      |                 |           |                |           |           |           |           |           |           |           | | [ 8 ]        |
| Budućnost            |           |                                      |                 |           |                |           |           |           |           |           |           |           | |              |
| 1950.                | V.        | Primorsko-goranska oblasna liga      |                 | 6.        | 9              | 15        | 5         | 2         | 8         | 33        | 29        | 12        | |              |
| 1951.                | IV.       | Primorsko-goranska oblasna liga      |                 | 3.        | 8 (9)          | 15        | 9         | 1         | 5         | 37        | 19        | 19        | |              |
| 1952.                | II.       | Podsavezna liga Rijeka               |                 | 5.        | 10             | 18        | 6         | 5         | 7         | 24        | 24        | 17        | |              |
| 1952./53.            | III.      | Podsavezna liga Rijeka               |                 | 7.        | 12 (13)        | 22        | 7         | 8         | 7         | 37        | 36        | 22        | |              |
| Orijent              |           |                                      |                 |           |                |           |           |           |           |           |           |           | |              |
| 1953./54.            | IV.       | Podsavezna liga Rijeka               |                 | 2.        | 14             | 26        | 15        | 5         | 6         | 79        | 32        | 35        | |              |
| 1954./55.            | IV.       | Podsavezna liga Rijeka               |                 | 1.        | 14             | 26        | 22        | 0         | 4         | 88        | 31        | 44        | |              |
| 1955./56.            | III.      | Podsavezna liga Rijeka               |                 | 1.        | 12             | 22        | 15        | 3         | 4         | 67        | 20        | 33        | |              |
| 1956./57.            | III.      | Podsavezna liga Rijeka               |                 | 1.        | 12             | 22        | 16        | 3         | 3         | 71        | 28        | 35        | |              |
| 1957./58.            | II.       | I. zona                              |                 | 12.       | 14             | 26        | 6         | 3         | 17        | 27        | 63        | 15        | | [ 9 ] [ 10 ] |
| 1958./59.            | III.      | Podsavezna liga Rijeka               |                 | 1.        | 12             | 22        | 20        | 0         | 2         | 79        | 20        | 40        | |              |
| 1959./60.            | III.      | Zona Rijeka – Pula                   |                 | 2.        | 15             | 28        | 17        | 8         | 3         | 70        | 31        | 42        | Riječko-pulska zona, VI. zona prvenstva Hrvatske                                                              |              |
| 1960./61.            | III.      | Zona Rijeka – Pula                   |                 | 2.        | 12             | 22        | 16        | 4         | 2         | 71        | 25        | 36        | Riječko-pulska zona, VI. zona prvenstva Hrvatske                                                              |              |
| 1961./62.            | III.      | Zona Rijeka – Pula                   |                 | 2.        | 12             | 22        | 17        | 3         | 2         | 68        | 17        | 37        | Riječko-pulska zona, VI. zona prvenstva Hrvatske                                                              |              |
| 1962./63.            | III.      | Podsavezna liga Rijeka               |                 | 1.        | 9              | 16        | 13        | 2         | 1         | 47        | 12        | 28        | Riječko-istarska zona – Riječka skupina prvaci Riječko-istarske zone kvalifikacije za 2. saveznu ligu – Zapad |              |
| 1963./64.            | III.      | Podsavezna liga Rijeka               |                 | 1.        | 10 (11)        | 18        | 14        | 1         | 3         | 68        | 25        | 29        | Riječko-istarska zona – Riječka skupina prvaci Riječko-istarske zone kvalifikacije za 2. saveznu ligu – Zapad |              |
| 1964./65.            | III.      | Podsavezna liga Rijeka               |                 | 1.        | 11 (12)        | 20        | 14        | 4         | 2         | 61        | 19        | 32        | Riječko-istarska zona – Riječka skupina prvaci Riječko-istarske zone kvalifikacije za 2. saveznu ligu – Zapad |              |
| 1965./66.            | III.      | Riječko-istarska zona                |                 | 9.        | 12             | 22        | 8         | 5         | 9         | 45        | 39        | 21        | |              |
| 1966./67.            | III.      | Riječko-istarska zona                |                 | 4.        | 14             | 26        | 13        | 5         | 8         | 57        | 29        | 31        | |              |
| 1967./68.            | III.      | Riječko-pulska zona                  |                 | 1.        | 16             | 30        | 22        | 6         | 2         | 95        | 26        | 50        | kvalifikacije za 2. saveznu ligu – Zapad                                                                      |              |
| 1968./69.            | II.       | 2. savezna liga – Zapad              |                 | 1.        | 16             | 30        | 23        | 3         | 4         | 79        | 27        | 49        | kvalifikacije za 1. saveznu ligu                                                                              |              |
| 1969./70.            | II.       | 2. savezna liga – Zapad              |                 | 4.        | 16             | 30        | 16        | 3         | 11        | 48        | 30        | 35        | |              |
| 1970./71.            | II.       | 2. savezna liga – Zapad              |                 | 7.        | 16             | 30        | 9         | 10        | 11        | 36        | 38        | 28        | |              |
| 1971./72.            | II.       | 2. savezna liga – Zapad              |                 | 5.        | 18             | 34        | 15        | 8         | 11        | 63        | 47        | 38        | |              |
| 1972./73.            | II.       | 2. savezna liga – Zapad              |                 | 12.       | 18             | 34        | 10        | 12        | 12        | 45        | 57        | 31 (-1)   | |              |
| 1973./74.            | III.      | Hrvatska liga                        |                 | 15.       | 17             | 32        | 7         | 14        | 11        | 30        | 41        | 28        | |              |
| 1974./75.            | IV.       | Riječko-pulska zona                  |                 | 1.        | 16             | 30        | 22        | 7         | 1         | 83        | 29        | 51        | |              |
| 1975./76.            | III.      | Hrvatska liga – Jug                  |                 | 11.       | 12             | 22        | 4         | 8         | 10        | 25        | 26        | 16        | |              |
| 1976./77.            | III.      | Hrvatska liga – Jug                  |                 | 3.        | 14             | 26        | 12        | 8         | 6         | 36        | 25        | 32        | |              |
| 1977./78.            | III.      | Hrvatska liga – Jug                  |                 | 3.        | 14             | 26        | 13        | 7         | 6         | 30        | 18        | 33        | |              |
| 1978./79.            | III.      | Hrvatska liga – Jug                  |                 | 2.        | 14             | 26        | 14        | 6         | 6         | 33        | 18        | 34        | |              |
| 1979./80.            | III.      | Hrvatska liga                        |                 | 6.        | 16             | 30        | 13        | 6         | 11        | 42        | 30        | 32        | |              |
| 1980./81.            | III.      | Hrvatska liga                        |                 | 3.        | 16             | 30        | 12        | 9         | 9         | 36        | 22        | 33        | |              |
| 1981./82.            | III.      | Hrvatska liga                        |                 | 3.        | 16             | 30        | 15        | 7         | 8         | 44        | 26        | 37        | |              |
| 1982./83.            | III.      | Hrvatska liga                        |                 | 5.        | 16             | 30        | 12        | 9         | 9         | 27        | 35        | 33        | |              |
| 1983./84.            | III.      | Hrvatska liga – Zapad                |                 | 1.        | 14             | 26        | 21        | 5         | 0         | 55        | 8         | 47        | doigravanje za prvaka Hrvatske                                                                                |              |
| 1984./85.            | III.      | Hrvatska liga – Zapad                |                 | 1.        | 14             | 26        | 20        | 5         | 1         | 75        | 9         | 45        | doigravanje za prvaka Hrvatske                                                                                |              |
| 1985./86.            | III.      | Hrvatska liga – Zapad                |                 | 1.        | 14             | 26        | 20        | 4         | 2         | 70        | 10        | 44        | |              |
| 1986./87.            | III.      | Hrvatska liga – Zapad                |                 | 2.        | 14             | 26        | 16        | 6         | 4         | 49        | 17        | 38        | |              |
| 1987./88.            | III.      | Hrvatska liga                        |                 | 4.        | 16             | 30        | 13        | 6         | 11        | 44        | 32        | 32        | |              |
| 1988./89.            | III.      | Međurepublička liga – Zapad          |                 | 13.       | 18             | 34        | 11        | 9 (5)     | 14        | 34        | 33        | 27        | |              |
| 1989./90.            | III.      | Međurepublička liga – Zapad          |                 | 15.       | 18             | 34        | 10        | 9 (7)     | 15        | 37        | 43        | 27        | |              |
| 1990./91.            | III.      | Međurepublička liga – Zapad          |                 | 11.       | 18             | 34        | 13        | 5 (4)     | 16        | 31        | 45        | 30        | |              |
| 1992.                | II.       | 2. HNL – Zapad                       |                 | 3.        | 4              | 12        | 4         | 3         | 5         | 14        | 13        | 11        | |              |
| 1992./93.            | II.       | 2. HNL – Jug                         |                 | 7.        | 16             | 29        | 13        | 6         | 10        | 44        | 34        | 32        | |              |
| 1993./94.            | II.       | 2. HNL – Jug                         |                 | 2.        | 16.            | 30        | 21        | 8         | 1         | 62        | 15        | 50        | |              |
| 1994./95.            | II.       | 2. HNL – Zapad                       |                 | 2.        | 19             | 36        | 24        | 8         | 4         | 86        | 19        | 80        | |              |
| 1995./96.            | II.       | 1. B HNL                             | Prvi dio        | 4.        | 10             | 18        | 9         | 2         | 7         | 29        | 24        | 29        | u Ligu za B                                                                                                   |              |
| 1995./96.            | II.       | 1. B HNL                             | Liga za B       | 2.        | 8              | 28        | 15        | 4         | 9         | 45        | 34        | 49        | ukupan učinak u Ligi za B                                                                                     |              |
| 1995./96.            | II.       | 1. B HNL                             | Liga za B       | 2.        | 8              | 14        | 7         | 2         | 5         | 19        | 18        |           | rezultati ostvareni u Ligi za B                                                                               |              |
| 1996./97.            | I.        | 1. A HNL                             |                 | 14.       | 16             | 30        | 5         | 11        | 14        | 28        | 53        | 26        | |              |
| 1997./98.            | II.       | 2. HNL – Zapad                       |                 | 3.        | 16             | 30        | 21        | 5         | 4         | 63        | 15        | 68        | |              |
| 1998./99.            | II.       | 2. HNL                               |                 | 13.       | 19             | 36        | 13        | 9         | 14        | 39        | 48        | 48        | |              |
| 1999./2000.          | II.       | 2. HNL                               |                 | 9.        | 17 (18)        | 32        | 10        | 11        | 11        | 37        | 41        | 41        | |              |
| 2000./01.            | II.       | 2. HNL                               |                 | 10.       | 18             | 34        | 13        | 8         | 13        | 40        | 50        | 47        | |              |
| 2001./02.            | II.       | 2. HNL – Zapad-Jug                   |                 | 6.        | 16             | 30        | 14        | 4         | 12        | 35        | 37        | 46        | |              |
| 2002./03.            | II.       | 2. HNL – Zapad-Jug                   | Liga za ostanak | 8. (2.)   | 12 (6)         | 32        | 12        | 6         | 14        | 36        | 47        | 42        | uračunati svi rezultati                                                                                       |              |
| 2003./04.            | II.       | 2. HNL – Jug                         | Liga za ostanak | 12. (6.)  | 12 (6)         | 32        | 2         | 7         | 23        | 23        | 62        | 13        | uračunati svi rezultati                                                                                       |              |
| 2004./05.            | III.      | 3. HNL – Zapad                       |                 | 14.       | 16             | 30        | 8         | 10        | 12        | 26        | 47        | 34        | |              |
| 2005./06.            | III.      | 3. HNL – Zapad                       |                 | 4.        | 16             | 30        | 15        | 9         | 6         | 60        | 35        | 54        | |              |
| 2006./07.            | III.      | 3. HNL – Zapad                       |                 | 13.       | 18             | 34        | 13        | 7         | 14        | 44        | 53        | 46        | |              |
| 2007./08.            | III.      | 3. HNL – Zapad                       |                 | 13.       | 18             | 34        | 10        | 11        | 13        | 39        | 36        | 41        | |              |
| 2008./09.            | III.      | 3. HNL – Zapad                       |                 | 13.       | 18             | 34        | 12        | 8         | 14        | 45        | 41        | 42 (-2)   | |              |
| 2009./10.            | III.      | 3. HNL – Zapad                       |                 | 11.       | 18             | 34        | 10        | 14        | 10        | 47        | 44        | 44        | |              |
| 2010./11.            | III.      | 3. HNL – Zapad                       |                 | 11.       | 18             | 34        | 12        | 6         | 16        | 40        | 47        | 42        | |              |
| 2011./12.            | III.      | 3. HNL – Zapad                       |                 | 14.       | 18             | 34        | 9         | 12        | 13        | 38        | 49        | 39        | |              |
| 2012./13.            | III.      | 3. HNL – Zapad                       |                 | 8.        | 16             | 30        | 13        | 4         | 13        | 46        | 45        | 43        | |              |
| 2013./14.            | III.      | 3. HNL – Zapad                       |                 | 6.        | 15             | 28        | 13        | 4         | 11        | 35        | 43        | 43        | |              |
| Orijent 1919         |           |                                      |                 |           |                |           |           |           |           |           |           |           | |              |
| 2014./15.            | V.        | 1. ŽNL Primorsko-goranska            |                 | 1.        | 13 (14)        | 24        | 18        | 5         | 1         | 65        | 18        | 59        | |              |
| 2015./16.            | IV.       | MŽNL NS Rijeka                       |                 | 8.        | 16             | 30        | 11        | 7         | 12        | 42        | 46        | 40        | |              |
| 2016./17.            | IV.       | MŽNL NS Rijeka                       |                 | 8.        | 16             | 30        | 10        | 12        | 8         | 49        | 36        | 42        | |              |
| 2017./18.            | IV.       | 4. NL NS Rijeka                      |                 | 2.        | 15 (16)        | 29        | 20        | 5         | 4         | 58        | 24        | 65        | |              |
| 2018./19.            | III.      | 3. HNL – Zapad                       |                 | 3.        | 18             | 34        | 21        | 5         | 8         | 72        | 47        | 68        | |              |
| 2019./20.            | II.       | 2. HNL                               |                 | 3.        | 16             | 19        | 9         | 6         | 4         | 26        | 23        | 33        | |              |
| 2020./21.            | II.       | 2. HNL                               |                 | 11.       | 18             | 34        | 12        | 9         | 13        | 52        | 49        | 45        | |              |
| 2021./22.            | II.       | 2. HNL                               |                 | 9.        | 16             | 30        | 12        | 4         | 14        | 44        | 49        | 40        | |              |
| 2022./23.            | II.       | 1. NL                                |                 |           | 12             | 33        |           |           |           |           |           |           | |              |
|                      |           |                                      |                 |           |                |           |           |           |           |           |           |           | |              |
|                      |           |                                      |                 |           |                |           |           |           |           |           |           |           | |              |

## Nastupi u završnicama kupa

### Kup maršala Tita
1953.
- 32. završnice: NK Orijent        – Kvarner             2:1
- šesnaestina završnice: NK Orijent – NK Hajduk Split              0:5

1957./58.
- 1. kolo: NK Orijent        – NK Uljanik Pula                     2:3

1958./59.
- pretkolo: NK Orijent        – NK Uljanik Pula                    5:1
- pretkolo: NK Lokomotiva Zagreb        – NK Orijent 5:0

1959./60.
- pretkolo: NK Orijent        – NK Opatija                         1:0
- 1. kolo: Pula        – NK Orijent 5:3 (3:3) produžetci

1963./64.
- pretkolo: NK Orijent        – Istru Pula 5:1
- pretkolo: NK Orijent        – NK Rijeka                          1:3

1968./69.
- pretkolo: NK Orijent        – Konstruktor 2:0
- pretkolo: NK Orijent        – NK Rovinj                          0:3

1969./70.
- pretkolo: NK Orijent        – NK Crikvenica                      6:1
- pretkolo: NK Orijent        – Avijatičar Pula 6:1
- šesnaestina završnice: NK Orijent        – NK Rijeka             2:1
- osmina završnice: NK Orijent        – NK Dinamo Zagreb           0:1

1970./71.
- pretkolo: NK Orijent        – NK Lokomotiva Rijeka               1:0
- pretkolo: NK Rijeka  – NK Orijent 3:0

1971./72.
- pretkolo: NK Orijent        – NK Crikvenica                      2:0
- pretkolo: NK Rijeka  – NK Orijent 1:1 (4:2 jed.)

1972./73.
- pretkolo: NK Orijent        – NK Uljanik 4:0
- pretkolo: NK Orijent        – Istra 0:1

1973./74.
- pretkolo: NK Orijent        – NK Rijeka                          1:2

1980./81.
- pretkolo: NK Orijent        – NK GOŠK Jug      4:1
- pretkolo: NK Orijent        – NK Croatia Zürich 6:0
- šesnaestina završnice: NK Zagreb    – NK Orijent 1:2
- osmina završnice:  NK Orijent       – OFK Beograd                1:0
- četvrtzavršnica: NK Orijent     – FK Budućnost Titograd   0:0 (2:4 jed.)

1981./82.
- pretkolo: Jedinstvo Ogulin      – NK Orijent 1:2
- pretkolo: NK Orijent        – Ližnjan 4:1
- pretkolo: NK GOŠK Jug – NK Orijent 2:2 (6:5 jed.)

1982./83.
- šesnaestina završnice: NK Orijent    – NK Osijek                 2:0
- osmina završnice: NK Olimpija Ljubljana – NK Orijent 0:0 (6:7 jed.)
- četvrtzavršnica: NK Orijent     – FK Sarajevo                    0:0 (3:4 jed.)

1987./88.
- pretkolo: NK Orijent       –        NK Lošinj                   11:0
- pretkolo: NK Orijent        – NK Rovinj                          8:2
- pretkolo: NK Primorac Stobreč – NK Orijent 0:0 (5:4 jed.)

1989./90.
- šesnaestina završnice: NK Orijent    – NK Rijeka                 0:1

### Hrvatski nogometni kup
1992./93.
- šesnaestina završnice: NK Orijent – NK Osijek 0:3; 1:2 (ukupno 1:5)

1993./94.
- šesnaestina završnice: NK Zagreb  – NK Orijent 3:0; 0:1 (ukupno 3:1)

1996./97.
- šesnaestina završnice: NK Orijent – NK Belišće                   0:0  (5:6 jed.)

1997./98.
- šesnaestina završnice: NK Orijent – HNK Cibalia                  2:1
- osmina završnice: HNK Rijeka      – NK Orijent 0:2
- četvrtzavršnica: NK Orijent   – NK Varteks           0:0; 0:0 (0:3 jed.)

2000./01.
- pretkolo: NK Orijent           – NK Jadran Luka Ploče            4:3
- šesnaestina završnice: NK Orijent – HNK Dubrovnik 1919           3:2
- osmina završnice: NK Orijent      – NK Osijek                    0:1

2002./03.
- šesnaestina završnice: NK Orijent – NK Kamen-Ingrad Velika       0:2

2008./09.
- pretkolo: NK Orijent           – NK Raštane                      1:0
- šesnaestina završnice: NK Orijent – HNK Hajduk Split             1:4

2009./10.
- pretkolo: NK Orijent           – NK Podravina Ludbreg            2:1
- šesnaestina završnice: NK Orijent – NK Zagreb                    1:2

2021./22.
- pretkolo: NK Orijent           – NK Marsonia   2:1
- šesnaestina završnice: NK Orijent – GNK Dinamo Zagreb            1:4

## Zanimljivosti
- Jedini prvoligaški gradski derbi između NK Orijenta i HNK Rijeke odigran na Krimeji je onaj u sezoni 1996./97. 1. HNL. Bio je to susret 2. kola, 25. kolovoza 1996. godine, pred 6000 gledatelja, a završio je neriješeno, 2:2.[11]

## Bibliografije
- Marinko Lazzarich, Neka Bude Orijent 1919. – 2019.

## Vanjske poveznice
- Službena stranica  Arhivirana inačica izvorne stranice od 21. rujna 2020. (Wayback Machine)
- Stiven Lipovac, Uspon i pad NK Orijenta (1/2)  Arhivirana inačica izvorne stranice od 13. lipnja 2019. (Wayback Machine), nogometplus.net, 13. rujna 2014.
- Stiven Lipovac, Uspon i pad NK Orijenta (2/2)  Arhivirana inačica izvorne stranice od 12. svibnja 2019. (Wayback Machine), nogometplus.net, 14. rujna 2014.
- Marinko Lazzarich, Gradski derbi: Kantrida i Krimeja, ili vječno suparništvo Bijelih i Crvenih, Sušačka revija, br. 57, 2007., klub-susacana.hr
- Profil, HNS Semafor
- Nogometni leksikon